# John Thompson
Sir John Sparrow David Thompson, född 10 november 1845 i Halifax i Nova Scotia, död 12 december 1894 på Windsor Castle i England, var en kanadensisk jurist och konservativ politiker.
Han var Kanadas premiärminister från 1892 till 1894.

## Biografi
John Thompson gifte sig 1870 med Annie Affleck. Paret fick nio barn, varav fyra dog som spädbarn; dottern Annie dog ett år gammal, sonen David två år gammal och två som nyfödda. Thompson konverterade från metodismen till katolska kyrkan samtidigt som han gifte sig.
Han var premiärminister i Nova Scotia 1882. Därefter blev han utnämnd till provinsen Nova Scotias högsta domstol. Han var ledamot av underhuset i Kanadas parlament och Kanadas justitieminister 1885–1894.
När Kanadas premiärminister John A. Macdonald 1891 avled, bad generalguvernören Thompson att bilda en ny regering. Thompson tackade nej till uppdraget, främst på grund av de fördomar som hans konversion till katolicismen väckte. Thompson rekommenderade John Abbott som till sist tackade ja till att bli premiärminister.
När Abbott redan följande år avgick, efterträdde Thompson honom som premiärminister och som ledare för Konservativa partiet. Thompson var premiärminister i två år och avled sedan i hjärtinfarkt på Windsor Castle i England. Han var den andra kanadensiska premiärministern som avled i ämbetet och den första av tre som dog i England (de två andra var Charles Tupper och Richard Bedford Bennett).
Efter en ståtlig begravningsceremoni i England begravdes Thompson på Holy Cross Cemetery i födelsestaden Halifax.